# WeWork
WeWork (oficialmente The We Company) es una empresa inmobiliaria estadounidense que proporciona espacios de trabajo compartidos para empresas emergentes del sector tecnológico y servicios para otras empresas. Fundada en 2010 por el israelí Adam Neumann y el estadounidense Miguel McKelvey, tiene su sede en la ciudad de Nueva York. En 2018, WeWork ya gestionaba 4,33 millones de m² y en 2019 llegó a alcanzar una valoración de 47.000 millones de dólares.
El crecimiento del valor de la empresa se había basado en las inversiones de importantes fondos de inversión como Benchmark Capital. 
En 2019 la publicación del documento S-1 necesario para la OPV (oferta pública de venta) de la empresa ante la Comisión de Bolsa y Valores, supuso un duro golpe en la valoración de la compañía. El documento fue recibido con grandes críticas por parte de la prensa y de los expertos. Se mostraba que la empresa no era rentable y había graves conflictos de interés por parte de su fundador Adam Neumann.
En 2020 Reeves Wiedeman publicó el libro Billion Dollar Loser, en el que se evalúa el culto a la personalidad de Neumann y su papel como CEO de la empresa. El 15 de enero de 2020 la red de pódcast Wondery lanzó el podcast WeCrashed, que narra el auge y caída de WeWork. El 17 de marzo de 2021 en el festival South by Southwest se estrenó la película documental WeWork: Or the Making and Breaking of a $47 Billion Unicorn en el que se sigue la trayectoria de la empresa hasta la expulsión de Adam Neumann de la misma. Posteriormente fue distribuida por el servicio de streaming Hulu a partir del 2 de abril de 2021. El pódcast fue adaptado en una serie de televisión titulada WeCrashed estrenada el  18 de marzo de 2022 por Apple TV+ protagonizada por Jared Leto como Adam Neumann y Anne Hathaway como Rebekah Neumann. 
El 31 de octubre de 2023, circularon informes de que WeWork se declararía en bancarrota 'inminentemente', lo que resultó en una caída del 37% en el valor de las acciones.  El 6 de noviembre de ese mismo año, la empresa oficialmente se declaró en bancarrota.

## Controversias
Las grandes inversiones que ha recibido la empresa, junto con el hecho de que ha perdido en 2018 más de 1800 millones de dólares con ventas de aproximadamente la misma cantidad generaron una ola de críticas, comparándola incluso con esquemas piramidales En septiembre de 2019 su fundador dejó el puesto de CEO.